# Nicolaus Decius
Nicolaus Decius eller Nicolaus Tech, född omkring 1485 i Hof i Oberfranken i nordöstra Bayern, död efter 1546. Decius är hans latinska namn. Enligt dansk Psalmebog for Kirke og Hjem död 1541, enligt svensk uppslagsbok redan omkring 1529.
Decius antas vara identisk med Nikolaus Tecius a Cure, student och magister i Wittenberg och Nikolaus von Hof (Hovesch), evangelisk predikant i Stettin 1524. I tysk litteratur har han tillskrivits två psalmer, upptagna i 1986 års psalmbok (nr 18 och 143) samt i Svenska Missionsförbundets sångbok 1920 (SMF 1920) med samma texter, men senare forskning anser det osäkert om han verkligen författat dessa.

## Psalmer
- Allena Gud i himmelrik (SMF 1920 nr 3) (1986 nr 18) skriven 1526, gammalkyrklig tonsättning nedtecknad 1539 i Geistliche Lieder. Finns på Wikisource.
- Guds rena Lamm, oskyldig (SMF 1920 nr 111) (1986 nr 143) skriven 1522 eller före 1529. Finns på Wikisource.